# Aarkanal

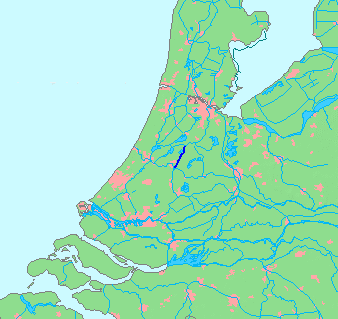
Verlauf des Aarkanals

Der Aarkanal ist Teil des niederländischen Kanalsystems und befindet sich in der Provinz Südholland. Über den Amstel-Drechtkanal verbindet er die Flüsse Amstel und Drecht mit dem Oude Rijn (deutsch Alter Rhein). Der Aarkanal wurde 1825 angelegt und hat eine Länge von 11 km. Der Kanal verläuft durch den Geerpolder, sodann östlich entlang Ter Aar nach Alphen aan den Rijn, wo er in den Oude Rijn mündet. In südlicher Richtung wird der Kanal durch die kanalisierte Gouwe fortgesetzt. 

## Weblinks

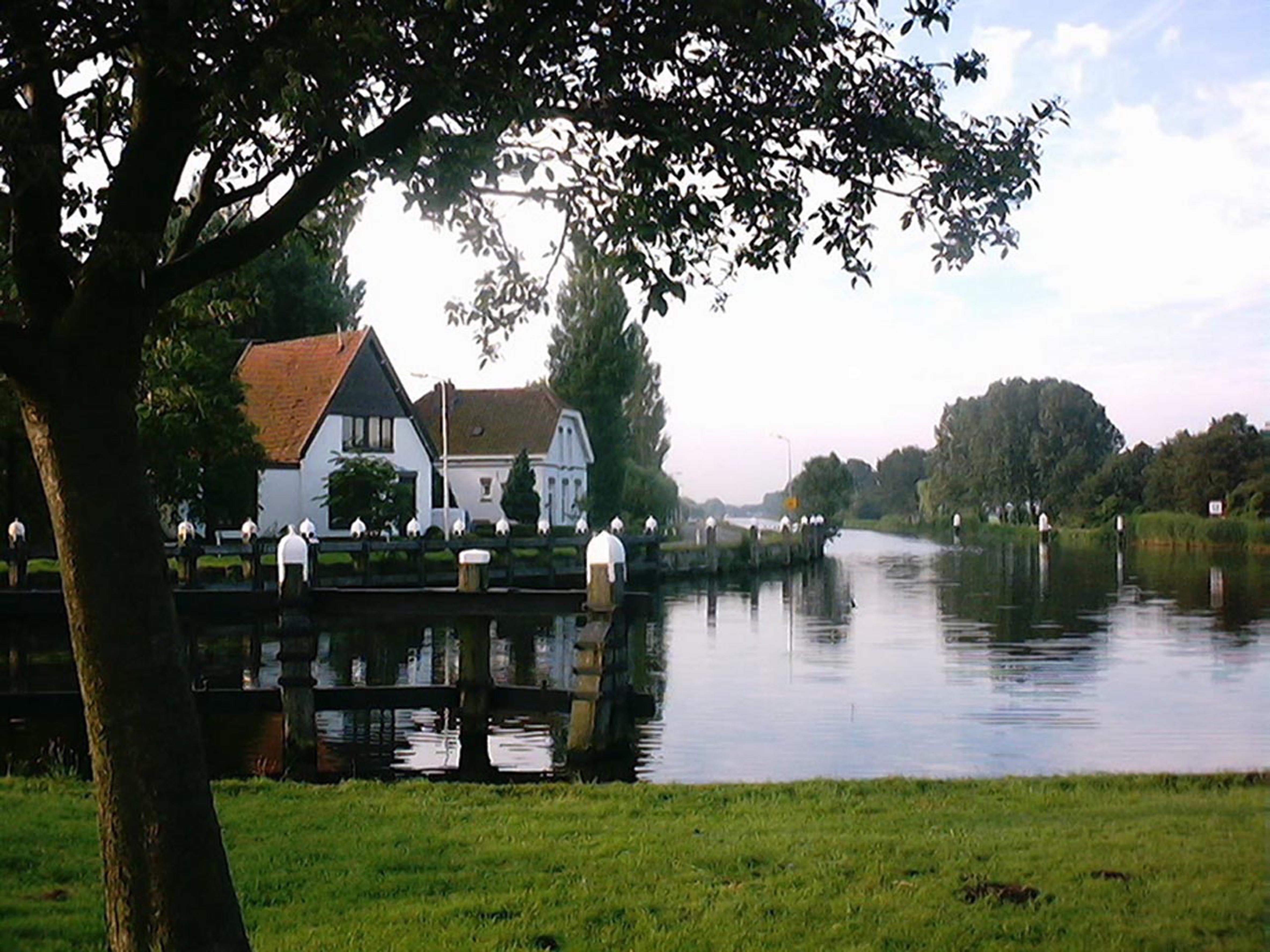
Aarkanaal, Tolhuissluis